# 竇澣
窦澣（?—?），唐朝官员，唐穆宗的驸马。
唐穆宗之女延安公主嫁给窦澣。开成五年（840年）正月十五，延安公主宽衣逾制，次日唐文宗下旨罚窦澣两月薪俸。窦澣在唐懿宗咸通年间居宅在长安崇贤坊。乾符元年（874年）三月，唐僖宗以银青光禄大夫、京兆尹、上柱国、岐山郡开国公、食邑三千户窦澣检校户部尚书、太原尹、北都留守、御史大夫，充河东节度管内观察处置等使，乾符五年（878年）五月十一日，为对付李国昌父子，窦澣调发民夫至晋阳挖壕堑。又调发地方的土团千余人赴代州。土团行至晋阳城北，向窦澣请求赏赐。河东府库空竭，窦澣派遣马步都虞侯邓虔前往慰问，土团将邓虔活剐而死，用床把邓虔的尸体抬入节度使府。窦澣只好与监军亲自出城向土团士卒宣谕慰问，每人给钱三百，布一端。押牙官田公锷给乱军发放钱、布，士兵们劫持田公锷，让他当都将，奔赴代州。窦澣向商人借钱五万缗助军。朝廷认为窦澣没有才干，六月，任命前昭义节度使曹翔为河东节度使。